# Eilean Donan-i vár
Az Eilean Donan-i vár (angolul Eilean Donan Castle) egy vár Skóciában, Dornie település közelében; a skót MacRae klán székhelye. A név jelentése szó szerint „Donan szigete”, és egy 6. századi remetétől kapta a nevét.
A vár szigetre épült, amely Loch Duich tóban, a Skót-felföld nyugati részén található. A várat csak gyalogosan, egy kőhídon keresztül lehet megközelíteni.

## Története
A várat 1220-ban II. Sándor skót király építette, és azt mesélik, hogy I. Róbert skót király (Robert the Bruce) mentsvára volt, mikor az angolok elől menekült. A várat 1719-ben három angol fregatt lerombolta, mert spanyol csapatok elszállásolására használták.
1912 és 1932 között felújították, gyakorlatilag újra felépítették. Ma a várban múzeum található, amely pedagógiai szempontból kiválóan van kialakítva. A látogató megtekintheti a vár egykori konyháját jellegzetes hangokkal, olyan hatást kelt, mintha éppen a főúrnak készítenének ételt.

## További információk

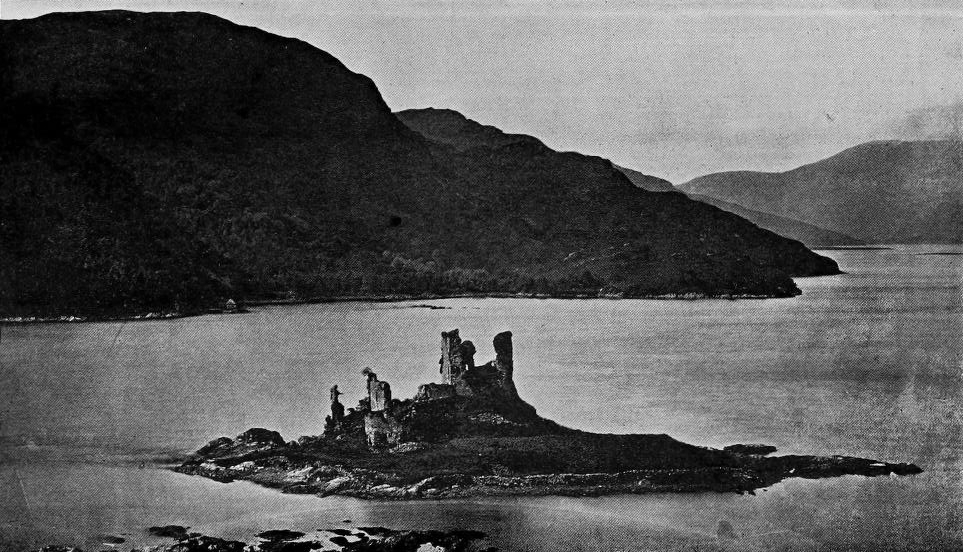
A vár romjai 1911 előtt